# 29th Infantry Division (United States Army)
La 29ª Divisione di fanteria è una divisione di fanteria dell'esercito degli Stati Uniti.

## Storia
Allo scoppio della seconda guerra mondiale, l'esercito degli Stati Uniti ha iniziato l'accumulo e la riorganizzazione delle sue forze di combattimento. La divisione è stata riattivata in servizio attivo il 3 febbraio 1941. [4] Gli elementi della divisione sono stati poi inviati a Fort Meade, nel Maryland per l'addestramento. [5] Le Brigate 57th e 58a sono stati inattivati come parte di una rimozione a livello di esercito di brigate da divisioni [6]:. 159, invece, la divisione è stata basata su tre reggimenti di fanteria; il 115 °, il 116 ° e 175 ° Fanteria Reggimenti [4]:. 592 assegnata anche alla divisione erano il 110 °, 111 °, 224 ° e 227 ° artiglieria da campo Battaglioni, così come il 29 società del segnale, la 729i Ordnance Società, il 29 Quartermaster Company, il 29 delle truppe di ricognizione, il 121 ° Ingegnere Battaglione, la 104th Medical battaglione, e il 29 Counter intelligence Detachment [4]:. 592On 12 marzo 1942, più di tre mesi dopo l'attacco giapponese a Pearl Harbor e la successiva entrata americano in la seconda guerra mondiale, con la completa riorganizzazione della divisione è stata ridenominata come il 29 divisione di fanteria e ha iniziato a preparare per la distribuzione all'estero per l'Europa [2]:. 320
La divisione di fanteria 29, sotto il comando del Generale Maggiore Leonard Gerow, è stato inviato in Inghilterra il 5 ottobre 1942 RMS Queen Mary. [4] Si basava in tutta l'Inghilterra e la Scozia, dove ha cominciato subito la formazione per l'invasione del Nord Europa attraverso la Manica. Nel maggio 1943 la divisione spostato nella penisola Devon-Cornwall e ha iniziato a condurre attacchi simulati contro posizioni fortificate. [5] In questo momento la divisione è stato assegnato a V Corpo degli Stati Uniti Prima Armata [7] [8]. 30 A luglio il comandante della divisione, il generale Gerow, è stato promosso al comando comando V Corpo e il maggiore generale Charles Hunter Gerhardt assunto della divisione, rimanendo in questo post per il resto della guerra.

## Filmografia
- Salvate il soldato Ryan (Saving Private Ryan), film diretto da Steven Spielberg (1998)